# Kanton Bois-Guillaume
Kanton Bois-Guillaume is een kanton van het Franse departement Seine-Maritime. Het kanton maakt deel uit van het arrondissement Rouen. De oppervlakte bedraagt 171,09 km². Het telt 44 322 inwoners in 2017 dat is een dichtheid van 259 inwoners/km².

## Gemeenten
Het kanton Bois-Guillaume omvatte tot 2014 de volgende 3 gemeenten:
- Bihorel
- Bois-Guillaume (hoofdplaats)
- Isneauville

Door de herindeling van de kantons bij decreet van 27 februari 2014, met uitwerking op 22 maart 2015, maken volgende 19 gemeenten sindsdien deel uit van dit kanton:
- Anceaumeville
- Authieux-Ratiéville
- Bihorel
- Le Bocasse
- Bois-Guillaume
- Bosc-Guérard-Saint-Adrien
- Claville-Motteville
- Clères
- Esteville
- Fontaine-le-Bourg
- Frichemesnil
- Grugny
- La Houssaye-Béranger
- Isneauville
- Mont-Cauvaire
- Montville
- Quincampoix
- Saint-Georges-sur-Fontaine
- Sierville